# Киз, Эразмус
Эразмус Дарвин Киз (англ. Erasmus Darwin Keyes) (29 мая 1810 — 14 октября 1895) — американский бизнесмен, банкир и генерал армии Союза во время американской гражданской войны, известный тем, что командовал IV корпусом в первые годы войны.

## Ранние годы
Киз родился в Бримфилде, штат Массачусетс. Ещё в детстве он переехал с семьей в округ Кеннебек, штат Мэн. Его отец Юстас был хирургом, но Эразмус выбрал для себя военную карьеру и поступил в академию Вест-Пойнт. Он окончил Академию в 1832 году, десятым в классе из 45-ти кадетов, и был определён в 3-й артиллерийский полк во временном звании второго лейтенанта.
Киз служил в Чарльстонской гавани во время кризиса 1832-33 годов, а с 1837 по 1841 был адъютантом при генерале Уинфилде Скотте. 30 ноября 1841 года его повысили до капитана. До 1844 года он служил в различных гарнизонах, а затем работал в Вест-Пойнте инструктором по кавалерии и артиллерии.
В 1854 году его снова направили служить в 3-й артиллерийский полк в Калифорнии и он служил в различных гарнизонах фронтира до 1860 года. В 1855 он участвовал в войне Пьюджент-Саунд, его артиллерийская рота М была послана в форт Стейлакум. Там, в январе 1856 года он предпринял две неудачные попытки захватить индейского вождя Лесчи. 4 марта 1856 года его сотня солдат регулярной армии участвовала в перестрелках на Белой Реке. В 1860 получил звание подполковника регулярной армии и состоял военным секретарем при генерал-лейтенанте Скотте.

## Гражданская война

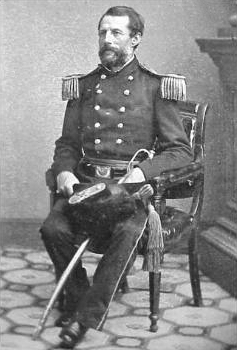
Кейес в форме полковника 11-го пехотного полка

Когда началась война, Киз стал полковником 11-го пехотного полка регулярной армии (14 мая 1861) и некоторое время служил при штабе Эдвина Моргана, губернатора штата Нью-Йорк, где наблюдал за формированием ополчения. Во время похода на Ричмонд он командовал 1-й бригадой дивизии Тайлера во время Первого сражения при Булл-Ран. Его бригада состояла из 4-х полков:
- 1-й Коннектикутский пехотный полк лт. Джона Спейдела
- 2-й Коннектикутский пехотный полк плк. Альфреда Терри
- 3-й Коннектикутский пехотный полк плк. Джона Чэтфилда
- 2-й Мэнский пехотный полк плк. Чарльза Джеймсона

В августе получил звание бригадного генерала добровольческой армии. Его бригада состояла из четырёх полков:
- 22-й Нью-Йоркский пехотный полк, полковник Вальтер Фелпс[англ.]
- 24-й Нью-Йоркский пехотный полк, полковник Тимоти Салливан
- 30-й Нью-Йоркский пехотный полк, полковник Эдвард Фрисби
- 14-й Нью-Йоркский полк ополчения, полковник Альфред Вуд

С 9 ноября 1861 по 13 марта 1862 года командовал дивизией (бывшей дивизией Бьюэлла). Она состояла из трёх бригад:
- Бригада Дариуса Кауча
- Бригада Лоуренса Грэма
- Бригада Джона Пека

В марте, после создания корпусной системы, Киз стал первым командиром IV корпуса Потомакской армии (3 марта 1862) и оставался на этой должности до роспуска корпуса 1 августа 1863 года.
Весной 1862 года участвовал в кампании на полуострове. Участвовал в сражениях при Йорктауне, при Севен-Пайнс и сражении при Малверн-Хилл. За храбрость, проявленную при Севен-Пайнс, получил звание бригадного генерала регулярной армии. Когда Потомакская армия покинула Полуостров, IV корпус был оставлен там и вошел в подчинение генералу Джону Диксу. 12 марта 1863 президент Линкольн представил Кейеса к повышению до генерал-майора и 13 марта Сенат утвердил это звание. На тот момент Кейес командовал IV корпусом, Йорктаунским дистриктом, VII корпусом и дивизией в Саффолке. 7 января 1863 он провел экспедицию к Уайт-Хауз, а 7 мая — экспедицию к Вест-Пойнту (Вирджиния.)
Во время геттисбергской кампании, Кизу было приказано провести демонстрацию против Ричмонда, чтобы отвлечь внимание генерала Ли от Пенсильвании, однако план генерала Дикса не удался и Кейес отвел войска. Генерал Дикс чел его действия необоснованными и Киза отстранили от командования. Киз требовал следствия по этому вопросу, но его запрос не удовлетворили. До конца войны он служил в различных комиссиях, а 6 мая 1864 года уволился из армии.

## Послевоенная деятельность
После войны Киз отправился в Сан-Франциско, где сумел добиться успеха и известности. В 1866 году он перешел в католицизм. В 1867—1869 годах он был президентом мексиканской золотопромышленной кампании и вице-президентом калифорнийского винодельческого общества (1868—1872).
Он стал членом калифорнийского филиала организации, объединяющей офицеров Союза и их потомков, так называемого «Military Order of the Loyal Legion».
Он стал автором «The Rear Guard at Malvern Hill» — части серии «Battles and Leaders of the Civil War», а атк же книги «Fifty Years' Observation of Men and Events» (Нью-Йорк, 1884). В 1950 году посмертно была издана его работа «From West Point to California».
Кейес умер в Ницце, куда отправился в путешествие со своей женой. Его похоронили на кладбище Вест-Пойнта.